# Paulus Bax

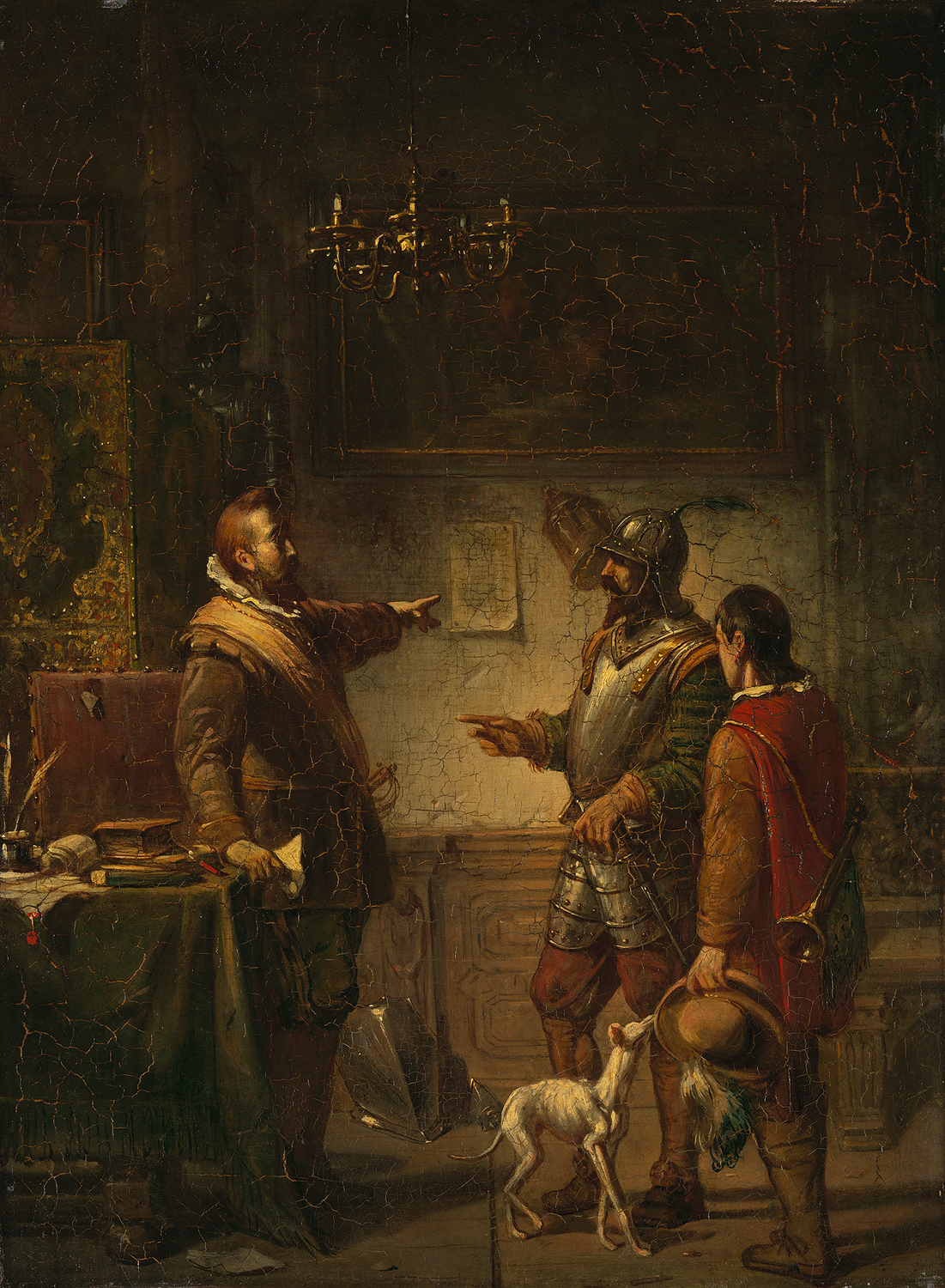
Paulus Bax geeft een bevel (1596), schilderij Baren Wijnveld.

Paulus Bax (? - 1606, Bergen op Zoom) was een Nederlands militair ten tijde van de Nederlandse Opstand.

## Levensloop
Bax begon zijn militaire loopbaan samen met zijn jongere broer Marcelis als cavalerist onder de heer van Immerseel in 1576. Als dank voor de door hen betoonde dapperheid kreeg Marcelis in 1582 toestemming een eigen ruitercompagnie op te richten, waarover Paulus het commando kreeg. De compagnie was actief in zowel Zuid- als Oost-Nederland.
Toen in 1592 de gouverneur van de vesting Bergen op Zoom, Thomas Morgan, door koningin Elisabeth voor drie maanden naar Engeland was ontboden, werd Paulus Bax aangesteld als zijn plaatsvervanger. Morgan keerde nooit naar de Nederlanden terug en Bax behield de functie tot zijn dood in 1606. Na de dood van Marcelis in 1617 werd in de Sint-Gertrudiskerk in Bergen op Zoom een praalgraf voor de gebroeders opgericht, dat in 1747 werd verwoest. In Steenbergen is een straat naar Paulus Bax genoemd.